# Ebersdorf (Chemnitz)
Ebersdorf, Chemnitz-Ebersdorf – dzielnica miasta Chemnitz w Niemczech, w kraju związkowym Saksonia. 